# Geeta Basra
Geeta Basra (født 13 marts 1984), indisk skuespiller i Bollywood film. Hun er gift med den indiske Cricket spiller Harbhajan Singh.